# Vardica
Vardica is een plaats in de gemeente Umag in de Kroatische provincie Istrië. De plaats telt 76 inwoners (2001).